# Peloridora minuta
Peloridora minuta är en insektsart som beskrevs av William Edward China 1962. Peloridora minuta ingår i släktet Peloridora och familjen Peloridiidae. Inga underarter finns listade i Catalogue of Life.